# Регіональний парк Гаріна
Регіона́льний парк Га́ріна — це регіональний парк, розташований у місті Гейвард, штат Каліфорнія, США, який є частиною системи регіональних парків Іст-Бей. Парк створено на місці колишнього ранчо Гаріна, проданого району Ендрю Дж. Гаріним у 1966 році. Парк Гаріна межує з регіональним парком Драй крік піонер.
У парку розташована «Україна» — колишня садиба українського політичного емігранта Агапія Гончаренка, історична пам'ятка Каліфорнії.
Парк розміщений на південь від кампусу Університету штату Каліфорнія в Іст-Бей та поруч із регіональним парком Плісентон рідж. Височини парку досягають 1500 футів (457 метрів). Окрім обладнаних стежок, у регіональному парку Гаріна є кілька відгороджених покинутих стежок, деякі з яких ведуть углиб лісу.
Парк використовується Атлетичною лігою району Гейварда та католицькою середньою школою Моро для легкоатлетичних кросів. Стежки на 2 та 3 милі (3,2 та 4,8 км), які використовуються, проходять через пагорби в передній частині парку. З пагорбів можна побачити всю затоку Сан-Франциско.
У парку розташовується невеликий історичний яблуневий сад із реліктовими сортами яблук. Наприкінці літа в парку проводиться Фестиваль яблук Гаріна, під час якого можна продегустувати ці фрукти.

## Садиба «Україна»

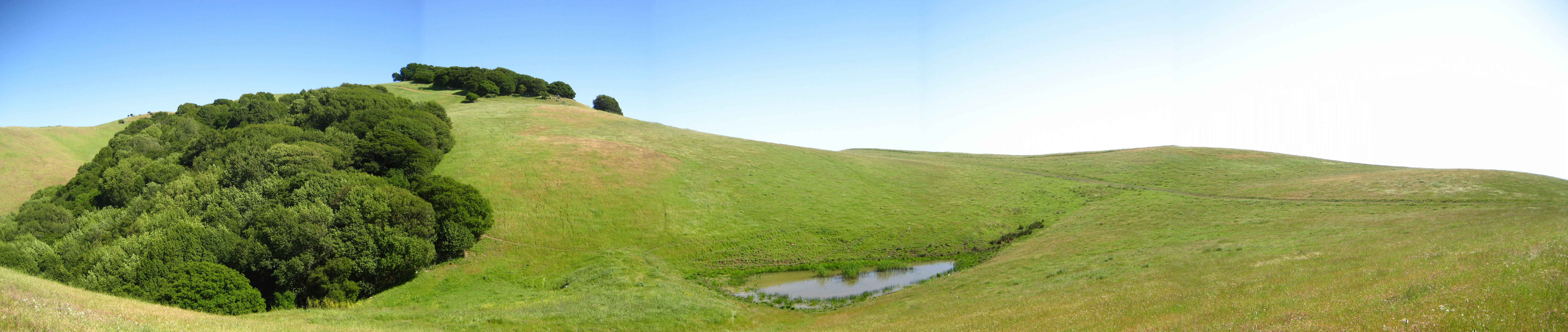
Панорама, на якій видно водопій біля хребта в регіональному парку Гаріна.

Садиба «Україна» є колишнім домом і місцем останнього спочинку Агапія Гончаренка та його дружини Альбіни. Ця пам'ятка, відкрита 15 травня 1999 року, занесена до списку історичних пам'яток Каліфорнії. Гончаренко жив у цій садибі, яка мала загальну площу 40 акрів (16,2 гектара), протягом 43-х років у ХІХ та ХХ столітті. В 1902 році сюди переїхала група українців із Канади, яка створила на цій території комуну. Згодом комуну було розпущено через розбіжності щодо управління. Гончаренко володів цими землями, жив та працював тут до своєї смерті в 1916 році. Після цього садиба до 1991 року перебувала у власності родини Майллке. У 1991 році ці землі придбав округ регіональних парків Іст-Бей.
Перетворення території на історичну пам'ятку зайняло близько 30 років. Це було пов’язано насамперед із розбіжностями між російською та українською американськими громадами щодо того, кому «належав» Гончаренко. Врешті-решт це було врегульовано на українську користь, і Українсько-американський комітет Гончаренка назвав це місце «Україна». Сьогодні пам'ятка складається з могили Гончаренка, фундаменту курника та грота, який Гончаренко використовував для проведення релігійних обрядів. Грот складається з вітряної печери розміром шість футів на три фути (182 на 91 см), яка була вирізана у скелі з пісковика. На стінах грота намальовано картини. Будинок Гончаренка зберігся до 1950-х років, коли його зруйнувала сім'я Майллке. До сьогодні збереглися оливкові дерева, посаджені Гончаренком. Церемонію відкриття в 1999 році відвідало близько 400 осіб українського походження, які проживають у США.